# Β-ラクタム系抗生物質

β-ラクタム系抗生物質の中核構造の例。ペニシリン (上) と セファロスポリン (下)。 赤い部分が共通するβ-ラクタムの環状構造。

β-ラクタム系抗生物質（ベータラクタムけいこうせいぶっしつ）は抗生物質の区分で、その名称はβ-ラクタム構造を共有していることに由来する。

## 解説
最初に発見されたβ-ラクタム系抗生物質はペニシリンで、1940年代後半より臨床で使用されるようになった。その後、適用菌種の拡大と抗菌活性の増大を目的にして、ペニシリンの構造を化学的に変換した多数の半合成ペニシリンが開発されペニシリン系抗生物質というグループを形成した。
ペニシリン自身は黄色ブドウ球菌などを代表とするグラム陽性菌に対しては強い抗菌活性を持つが、大腸菌などを代表とするグラム陰性菌に関しては抗菌活性が十分ではなかった。またβ-ラクタム構造を加水分解するβ-ラクタマーゼを産生する耐性菌の出現も問題であった。それに比して半合成ペニシリンであり、広帯域ペニシリンのメチシリンではグラム陽性菌・陰性菌の両グループに対して強い抗菌活性を持つに至った。
ペニシリン系抗生物質に遅れて、第2のβ-ラクタム系抗生物質であるセファロスポリンCが発見された。
1960年代よりセファロスポリンおよびセファマイシン中心に、構造を化学的に変換した多数のセフェム系抗生物質が開発されることになる。
セフェム系抗生物質は第一世代～第三世代へと抗菌力の広帯域化が進み1970年代後半からはペニシリン系にとって代わるようになった。それだけではなくセフェム系抗生物質は注射剤から経口剤へと使いやすい安全な薬剤へと改良が進み、通院患者にも広く使用される薬剤となった。
1980年代にモノバクタム系抗生物質が開発され、1990年代になると、放線菌 Streptomyces cattleya より分離されたチエナマイシンの骨格を元としたカルバペネム系抗生物質が開発された。
β-ラクタム系抗生物質の特徴はその毒性の低さにある。それはβ-ラクタム系抗生物質が、細菌特有の細胞壁合成酵素に特異的に阻害作用を現すからである。
細菌の細胞壁はペプチドグリカンを主成分とする細菌特有のものである。細胞壁合成酵素を阻害されると細菌は細胞分裂ができなくなる（静菌作用）か、細胞壁が浸透圧に耐えられず細菌が破裂する（殺菌作用）。
したがって細胞壁を持たない細菌であるマイコプラズマに対してはβ-ラクタム系抗生物質は抗菌作用を持たない。また細菌とは異なる細胞壁を持つ真菌や古細菌（分類上は細菌に含まれない）、細胞という形態をとらないウイルスについても効果が無い。
β-ラクタム系抗生物質開発の歴史は強い抗菌活性を持つ中心構造の発見と、それを化学的に変換し広帯域化を図ることの繰り返しであった。
カルバペネム系を超える、新しいβ-ラクタム系抗生物質はまだ見つかっていない。

## 関連人物
- 宇野勝次